# Adidas International 2000 - Qualificazioni singolare maschile
Le qualificazioni del singolare maschile dell'Adidas International 2000 sono state un torneo di tennis preliminare per accedere alla fase finale della manifestazione. I vincitori dell'ultimo turno sono entrati di diritto nel tabellone principale. In caso di ritiro di uno o più giocatori aventi diritto a questi sono subentrati i lucky loser, ossia i giocatori che hanno perso nell'ultimo turno ma che avevano una classifica più alta rispetto agli altri partecipanti che avevano comunque perso nel turno finale.
Le qualificazioni del torneo Adidas International 2000 prevedevano 32 partecipanti di cui 4 sono entrati nel tabellone principale.

## Teste di serie
1. Assente
2. Ivan Ljubičić (ultimo turno)
3. Antony Dupuis (primo turno)
4. Gianluca Pozzi (ultimo turno)

1. Jacobo Diaz-Ruiz (Qualificato)
2. Ronald Agénor (primo turno)
3. Cecil Mamiit (ultimo turno)
4. Adrian Voinea (Qualificato)

## Qualificati
1. Kevin Ullyett
2. Adrian Voinea

1. Jean-René Lisnard
2. Jacobo Diaz-Ruiz

## Tabellone

### Legenda
| - Q = Qualificato - WC = Wild card - LL = Lucky loser | - ALT = Alternate - SE = Special Exempt - PR = Protected Ranking | - w/o = Walkover - r = Ritirato - d = Squalificato |

### Sezione 1
|  | Primo turno      | Primo turno      | Primo turno      | Primo turno | Primo turno |  |  | Secondo turno | Secondo turno   | Secondo turno | Secondo turno | Secondo turno |   |   | Ultimo turno | Ultimo turno  | Ultimo turno  | Ultimo turno | Ultimo turno |  |
|  |                  |                  |                  |             |             |  |  |               |                 |               |               |               |   |   |              |               |               |              |              |  |
|  | Kevin Ullyett    | Kevin Ullyett    | 5                | 6           | 6           |  |  |               |                 |               |               |               |   |   |              |               |               |              |              |  |
|  | Donald Johnson   | Donald Johnson   | 7                | 2           | 4           |  |  | Kevin Ullyett | Kevin Ullyett   | Kevin Ullyett | 6             | 6             |   |   |              |               |               |              |              |  |
|  | Taylor Dent      | Taylor Dent      | Taylor Dent      | 6           | 6           |  |  | Taylor Dent   | Taylor Dent     | Taylor Dent   | 1             | 4             |   |   |              |               |               |              |              |  |
|  | Olivier Patience | Olivier Patience | Olivier Patience | 4           | 3           |  |  |               |                 |               |               |               |   |   |              | Kevin Ullyett | Kevin Ullyett | 7            | 6            |  |
|  | Rodolphe Cadart  | Rodolphe Cadart  | Rodolphe Cadart  | 6           | 6           |  |  |               |                 | 7             | Cecil Mamiit  | Cecil Mamiit  | 5 | 3 |              |               |               |              |              |  |
|  | Stéphane Huet    | Stéphane Huet    | Stéphane Huet    | 3           | 4           |  |  |               | Rodolphe Cadart | 4             | 7             | 3             |   |   |              |               |               |              |              |  |
|  | 7                | Cecil Mamiit     | Cecil Mamiit     | 7           | 7           |  |  | 7             | Cecil Mamiit    | 6             | 5             | 6             |   |   |              |               |               |              |              |  |
|  |                  | Olivier Malcor   | Olivier Malcor   | 5           | 65          |  |  |               |                 |               |               |               |   |   |              |               |               |              |              |  |

### Sezione 2
|  | Primo turno      | Primo turno      | Primo turno      | Primo turno | Primo turno |  |  | Secondo turno | Secondo turno  | Secondo turno  | Secondo turno | Secondo turno |   |   | Ultimo turno | Ultimo turno  | Ultimo turno  | Ultimo turno | Ultimo turno |  |
|  |                  |                  |                  |             |             |  |  |               |                |                |               |               |   |   |              |               |               |              |              |  |
|  | 2                | Ivan Ljubičić    | Ivan Ljubičić    | 6           | 7           |  |  |               |                |                |               |               |   |   |              |               |               |              |              |  |
|  |                  | Jaymon Crabb     | Jaymon Crabb     | 2           | 6           |  |  | 2             | Ivan Ljubičić  | Ivan Ljubičić  | 6             | 6             |   |   |              |               |               |              |              |  |
|  | Dejan Petrović   | Dejan Petrović   | Dejan Petrović   | 6           | 6           |  |  |               | Dejan Petrović | Dejan Petrović | 4             | 3             |   |   |              |               |               |              |              |  |
|  | Andrew Kratzmann | Andrew Kratzmann | Andrew Kratzmann | 0           | 4           |  |  |               |                |                |               |               |   |   | 2            | Ivan Ljubičić | Ivan Ljubičić | 64           | 3            |  |
|  | Scott Draper     | Scott Draper     | 6                | 3           | 7           |  |  |               |                | 8              | Adrian Voinea | Adrian Voinea | 7 | 6 |              |               |               |              |              |  |
|  | Glenn Knox       | Glenn Knox       | 3                | 6           | 62          |  |  |               | Scott Draper   | Scott Draper   | 68            | 2             |   |   |              |               |               |              |              |  |
|  | 8                | Adrian Voinea    | Adrian Voinea    | 6           | 6           |  |  | 8             | Adrian Voinea  | Adrian Voinea  | 7             | 6             |   |   |              |               |               |              |              |  |
|  |                  | Jurek Stasiak    | Jurek Stasiak    | 2           | 1           |  |  |               |                |                |               |               |   |   |              |               |               |              |              |  |

### Sezione 3
|  | Primo turno       | Primo turno       | Primo turno    | Primo turno | Primo turno |  |  | Secondo turno     | Secondo turno     | Secondo turno     | Secondo turno    | Secondo turno    |   |   | Ultimo turno      | Ultimo turno      | Ultimo turno      | Ultimo turno | Ultimo turno |  |
|  |                   |                   |                |             |             |  |  |                   |                   |                   |                  |                  |   |   |                   |                   |                   |              |              |  |
|  |                   | Jean-René Lisnard | 3              | 6           | 7           |  |  |                   |                   |                   |                  |                  |   |   |                   |                   |                   |              |              |  |
|  | 3                 | Antony Dupuis     | 6              | 4           | 5           |  |  | Jean-René Lisnard | Jean-René Lisnard | Jean-René Lisnard | 6                | 6                |   |   |                   |                   |                   |              |              |  |
|  | Michel Kratochvil | Michel Kratochvil | 6              | 4           | 6           |  |  | Michel Kratochvil | Michel Kratochvil | Michel Kratochvil | 2                | 1                |   |   |                   |                   |                   |              |              |  |
|  | Michael Tebbutt   | Michael Tebbutt   | 3              | 6           | 0           |  |  |                   |                   |                   |                  |                  |   |   | Jean-René Lisnard | Jean-René Lisnard | Jean-René Lisnard | 7            | 6            |  |
|  | Sébastien Lareau  | Sébastien Lareau  | 4              | 6           | 6           |  |  |                   |                   | Sébastien Lareau  | Sébastien Lareau | Sébastien Lareau | 5 | 3 |                   |                   |                   |              |              |  |
|  | Michael Hill      | Michael Hill      | 6              | 3           | 4           |  |  | Sébastien Lareau  | Sébastien Lareau  | Sébastien Lareau  | 6                | 6                |   |   |                   |                   |                   |              |              |  |
|  |                   | Michaël Llodra    | Michaël Llodra | 7           | 6           |  |  | Michaël Llodra    | Michaël Llodra    | Michaël Llodra    | 3                | 2                |   |   |                   |                   |                   |              |              |  |
|  | 6                 | Ronald Agénor     | Ronald Agénor  | 5           | 4           |  |  |                   |                   |                   |                  |                  |   |   |                   |                   |                   |              |              |  |

### Sezione 4
|  | Primo turno        | Primo turno        | Primo turno        | Primo turno | Primo turno |  |  | Secondo turno | Secondo turno    | Secondo turno    | Secondo turno    | Secondo turno |   |   | Ultimo turno | Ultimo turno   | Ultimo turno | Ultimo turno | Ultimo turno |  |
|  |                    |                    |                    |             |             |  |  |               |                  |                  |                  |               |   |   |              |                |              |              |              |  |
|  | 4                  | Gianluca Pozzi     | Gianluca Pozzi     | 6           | 7           |  |  |               |                  |                  |                  |               |   |   |              |                |              |              |              |  |
|  |                    | Álex López Morón   | Álex López Morón   | 2           | 6           |  |  | 4             | Gianluca Pozzi   | Gianluca Pozzi   | 7                | 6             |   |   |              |                |              |              |              |  |
|  | Nicklas Kulti      | Nicklas Kulti      | Nicklas Kulti      | 6           | 6           |  |  |               | Nicklas Kulti    | Nicklas Kulti    | 6                | 2             |   |   |              |                |              |              |              |  |
|  | Steven Randjelovic | Steven Randjelovic | Steven Randjelovic | 1           | 1           |  |  |               |                  |                  |                  |               |   |   | 4            | Gianluca Pozzi | 65           | 7            | 63           |  |
|  | Alexandre Simoni   | Alexandre Simoni   | 5                  | 6           | 6           |  |  |               |                  | 5                | Jacobo Diaz-Ruiz | 7             | 5 | 7 |              |                |              |              |              |  |
|  | Donavan September  | Donavan September  | 7                  | 0           | 4           |  |  |               | Alexandre Simoni | Alexandre Simoni | 4                | 3             |   |   |              |                |              |              |              |  |
|  | 5                  | Jacobo Diaz-Ruiz   | Jacobo Diaz-Ruiz   | 6           | 7           |  |  | 5             | Jacobo Diaz-Ruiz | Jacobo Diaz-Ruiz | 6                | 6             |   |   |              |                |              |              |              |  |
|  |                    | Ashley Fisher      | Ashley Fisher      | 4           | 63          |  |  |               |                  |                  |                  |               |   |   |              |                |              |              |              |  |